# Rędzina

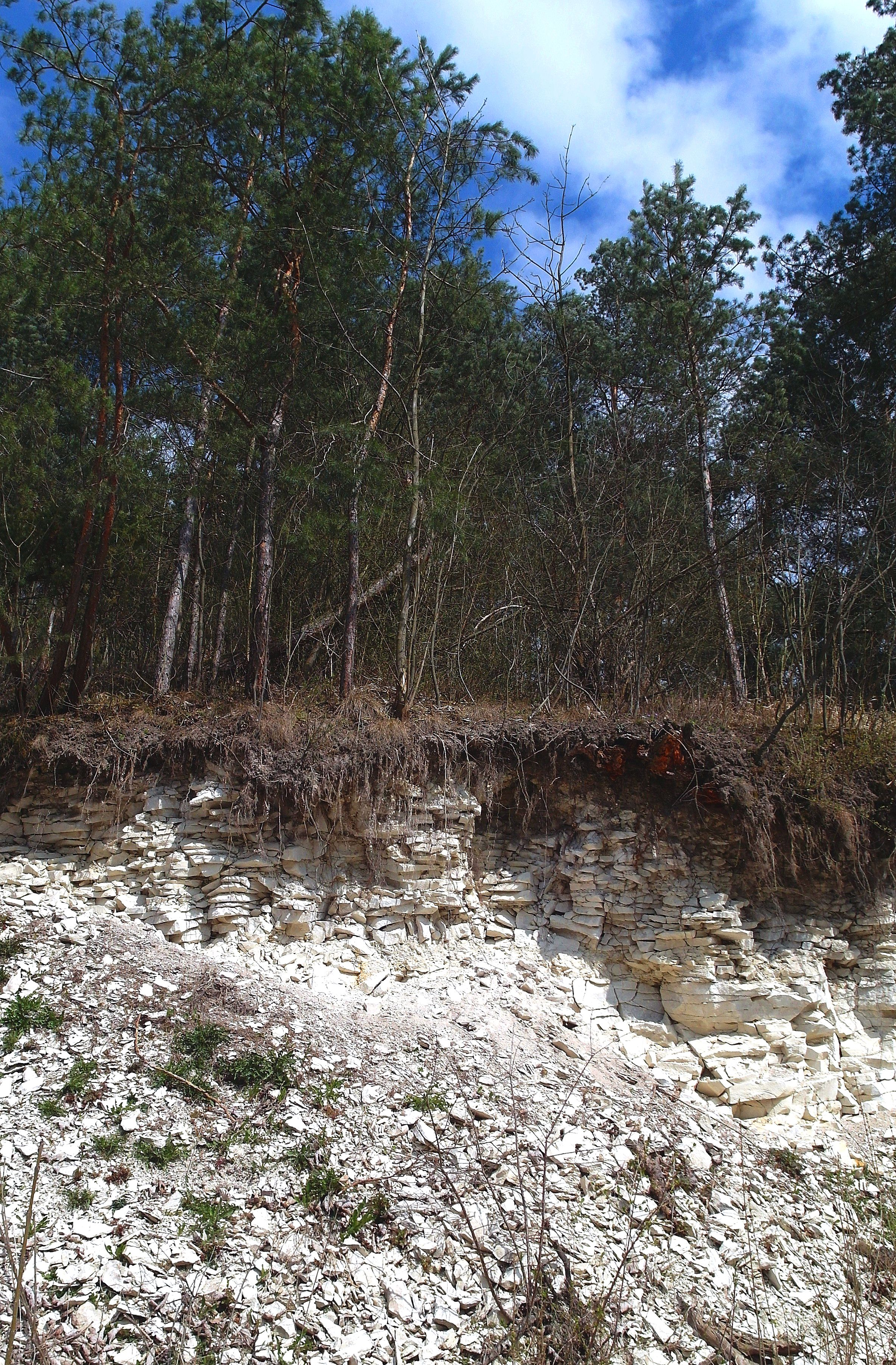
Rędzina wytworzona na skałach kredowych mastrychtu, Kozubowski Park Krajobrazowy

Rędzina – (również gleby darniowe-węglanowe) płytka międzystrefowa gleba kalcymorficzna powstała na skałach wapiennych. Rędziny są na ogół glebami żyznymi, jednakże z powodu trudności w uprawianiu są zakwalifikowane jako gleby klas od IIIa do V. W niektórych systemach klasyfikacji gleb (FAO, WRB) rędziny odpowiadają niektórym typom leptosoli i kambisoli.

## Charakterystyka
Rędziny są zbudowane na skałach wapiennych. Mają niewielką warstwę humusową, wytworzoną głównie przez szczątki traw. Ze względu na niewielką miąższość są bardzo narażone na erozję.
Nazwa „rędzina” pochodzi od staropolskiego słowa „rzędzić” (mówić, gwarzyć). Gleby te zawierają dużo części szkieletowych (żwirów i kamieni) i w trakcie orki „gwarzą” z rolnikiem. W terminologii Radzieckiego Towarzystwa Gleboznawczego gleby darniowe-węglanowe.

### Skład chemiczny
Rędziny są bogate w dwuwartościowe kationy – wapniowe i magnezowe. Ze względu na odczyn bliski obojętnemu, znaczny udział w zasobach przyswajalnego dla roślin azotu mają jony azotanowe, podczas gdy w glebach kwaśnych typowa jest przewaga jonów amonowych. Rędziny są stosunkowo ubogie w żelazo, a zawartość fosforu i potasu mają porównywalną z innymi typami gleb. Bufor wodorowęglanowy gleb wapiennych ma właściwości neutralizujące zakwaszenie, niemniej, lokalny wpływ procesów zachodzących w glebie i ściółce, np. w zasięgu oddziaływania buka, może prowadzić do kwasowości porównywalnej z glebami bielicowymi.

## Profil

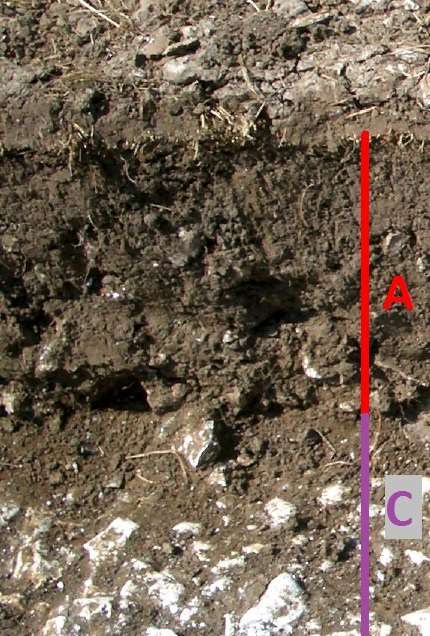
Profil rędziny

Rędziny znajdują się na warstwie skał węglanowych, na których znajduje się warstwa gleby.
Układ warstw rędziny zapisywany jest symbolicznie ACca-Cca-R, w niektórych przypadkach kiedy skały węglanowe są głęboko albo na skutek naturalnego nanoszenia albo antropogenicznego (Rigosole) profil glebowy może wyglądać tak: Aca-ACca-Cca-R lub kiedy warstwa nanosu jest odpowiednio duża: A-Aca-ACca-Cca-R
- A – poziom próchniczny
- C – poziom skały macierzystej
- R – poziom skały litej
- ca – znaczny udział związków wapnia w poziomie.

Poziom próchniczny w zależności od ilości i rozdrobnienia skał wapiennych ma barwę od czarnej (takiej jak w czarnoziemach) po białawą (taką jak w bielicach).

## Występowanie
Rędziny nie są glebami strefowymi i ich tworzenie się jest uzależnione w zasadzie tylko od skał leżących pod powierzchnią. Gleby te występują na skałach wapiennych, można je spotkać na wszystkich kontynentach w różnych strefach klimatycznych.

### Azja
Rędziny w Azji występują na Wyżynie Środkowosyberyjskiej, gdzie na terenie międzyrzecza ocko-angarskiego i angarsko-leńskiego stanowią według różnych badań 30-50% ogólnego obszaru. Jednakże w tym regionie pojawiają się rędziny mające poziom glebowy wynoszący nawet do 25 centymetrów, a poziom, na którym jeszcze występuje humus (czyli warstwa wierzchnia i warstwa przejściowa), nawet do 1 metra. Rędziny występują również, choć w mniejszym stopniu i zdecydowanie gorszej jakości, w Azji Mniejszej. Dodatkowo istnieją również na wschód od Morza Białego, jednakże występują tam w bardzo małych wyspach, przez co na mapach gleb świata nie są zaznaczane.

### Europa
Rędziny w Europie powstają głównie na obszarach, na których są skały wapienne, szczególnie dużo tego typu gleb jest na terenie francuskich równin. Występują także w mniejszych ilościach w pasie równoleżnikowym obejmującym wyżyny niemieckie i polskie, natomiast w strefie śródziemnomorskiej, we Włoszech oraz Hiszpanii, tworzą niewielkie wyspy lub mozaiki i z tego powodu nie są zaznaczane na mapach świata.

### Ameryka Północna
Rędziny w Ameryce występują w dużych ilościach tylko w Teksasie, jednakże ze względu na miąższość warstwy wierzchniej przypominają gleby inicjalne i nie są uprawiane. Poza tym występują w niewielkich ilościach na przedgórzach Kordylierów.
Skały węglanowe, na których mogłyby się tworzyć rędziny, znajdują się jeszcze w północnej części wschodniego wybrzeża, dotychczas na tych skałach wytworzyły się jednak tylko pararędziny.

### Afryka
Rędziny w Afryce występują w strefie śródziemnomorskiej, jednakże ze względu na bliskość Sahary w wielu miejscach zamiast rędziny tworzą się gleby słone, najczęściej sołonczaki.

### Australia
W Australii, podobnie jak w Afryce, rędziny często przechodzą w gleby słone, z tego względu prawie się ich nie wyróżnia. Jednakże w miejscach, gdzie już się znajdują i nie są zasolone, są glebami dobrymi ze względu na głęboką warstwę zewnętrzną dochodzącą do 50–60 cm. Rędziny australijskie w dużej mierze nie są zbudowane na czystych skałach węglanowych takich jak w Europie, lecz raczej na skałach gipsowych.

## Roślinność

### Naturalna
Rędziny porastają różne zbiorowiska roślinne, w zależności od miejscowych warunków. Często są to zbiorowiska trawiaste, które wytwarzają warstwę humusową. W środkowej Europie roślinność naturalną rędzin często stanowią buczyny, np. żyzna buczyna niżowa (Galio odorati-Fagetum=Melico-Fagetum) lub żyzna buczyna karpacka (Dentario glandulosae-Fagetum=Fagetum carpaticum). Rędziny czarnoziemne i brunatne są z kolei siedliskiem różnych typów grądów, a górskie oprócz buczyn i lasów jodłowo-bukowych także świerczyn, jaworzyn (np. Phyllitido-Aceretum) i zarośli kosodrzewiny. W miejscach nieodpowiednich dla drzew wykształcają się nawapienne murawy, np. z klasy Seslerietea variae budowane przez trawy i turzyce. Ze względu na dużą zawartość wapnia, na rędzinach spotkać można rośliny wapieniolubne (kalcyfilne), a rzadkie są rośliny kwasolubne.

### Przydatność rolnicza
Rędziny są glebami dość dobrymi, jednakże trudności w uprawie powodują, że zostały zakwalifikowane jako gleby klas od IIIa do V. Zróżnicowanie klasowe jest przede wszystkim spowodowane głębokością zalegania skał podłoża. Przydatność rolnicza w dużej mierze zależy od głębokości warstwy humusowej, którą można uprawiać. Mimo posiadania warstwy przejściowej, która może mieć dość dużą miąższość, można je orać w dość cienkiej wierzchniej warstwie. Powoduje to, że mogą być wykorzystywane w ograniczonym zakresie. Jedynie na Syberii pomiędzy Oką a Leną możliwa teoretycznie jest uprawa na większą skalę, jednakże tam przeszkodą jest klimat zbyt chłodny dla wielu roślin. Dodatkowym problemem jest zasolenie tych gleb w Afryce i Australii i przechodzenie ich w sołonczaki.
Po nawiezieniu gleby nawet gorszej niż wierzchnia warstwa rędziny można uprawiać nawet rośliny wymagające, np. pszenicę, buraki cukrowe. W praktyce w Europie uprawia się gatunki mniej wymagające: żyto, ziemniaki, owies.

## Klasyfikacja rędzin
W zależności od przyjętego systemu klasyfikacji typów gleb, rędziny mogą być dzielone na kilka podtypów. W pewnych systemach zaś nie są w ogóle wydzielane lub są traktowane jak wapienne lub rędzinowe odmiany innych typów.
W systemie Avery’ego rędziny są typem gleb litomorficznych i dzielą się w następujący sposób:
- rędziny (rendzinas)
  - rędziny próchniczne (humic rendzinas)
  - rędziny szare (grey rendzinas)
  - rędziny brunatne (brown rendzinas)
  - rędziny koluwialne (rumoszowe) (colluvial rendzinas)
  - rędziny glejowe (gleyic rendzinas)
  - rędziny próchniczno-glejowe (humic gleyic rendzinas)

a także podobne do nich:
- pararędziny (pararendzinas)
- rędzinopodobne gleby aluwialne (rendzina-like alluvial soils)

W klasyfikacji Polskiego Towarzystwa Gleboznawczego rędziny są włączane do działu gleb litogenicznych (I) i dzielone na następujące jednostki:
- rząd: IB. gleby wapniowcowe o różnym stopniu rozwoju
  - typ: IB1. rędziny
    - a) inicjalne
    - b) właściwe
    - c) czarnoziemne
    - d) brunatne
    - e) próchniczne górskie
    - f) butwinowe górskie

  - typ: IB2. Pararędziny
    - a) inicjalne
    - b) właściwe
    - c) brunatne

Podtypy rędzin też mogą być dzielone na dwie grupy: węglanowe i siarczanowe (gipsowe).